# Francis Edward Drummond-Hay
Francis Edward Drummond-Hay (ur. 17 sierpnia 1868, zm. 31 stycznia 1943) – brytyjski urzędnik konsularny.
Pełnił szereg funkcji konsularnych, m.in. konsula generalnego w Algierze (1902), konsula w Dar-al-Baida (1906), Christianii (1906-1910), Luandzie (1910-1913), Gdańsku (1913-1914), Bahii (1915), konsula generalnego w Rio de Janeiro (1915-1919), Lyonie (1919-1924) i Nantes (1924-1929).
Został uhonorowany Królewskim Orderem Wiktorii M.V.O.